# Dummrise
Dummrise (en népalais : डुम्रिसे) est un comité de développement villageois du Népal situé dans le district de Taplejung. Au recensement de 2011, il comptait 1 559 habitants.